# Ducato di Prussia
Il Ducato di Prussia (in tedesco: Herzogtum Preußen) o Prussia Ducale (in polacco: Prusy Książęce) fu un ducato istituito nel 1525 nella parte orientale della Prussia, dopo che la Prussia occidentale era diventata la provincia polacca della Prussia Reale, secondo la Pace di Toruń (Thorn) del 1466. Primo stato protestante, la Prussia Ducale aveva la capitale a Königsberg (l'attuale Kaliningrad).

## Storia
Il Ducato di Prussia rimase uno stato vassallo della Confederazione Polacco-Lituana fino al 1657 quando i principi elettori Hohenzollern del Margraviato del Brandeburgo acquisirono la sovranità sul territorio con il Trattato di Wehlau, riconosciuto con il Trattato di Oliva nel 1660. Il ducato fu elevato allo status di Regno nel 1701. Dopo l'annessione della Prussia Reale nel 1772 con il re Federico II di Prussia, durante le spartizioni della Polonia, i territori dell'ex Ducato e della Prussia Reale vennero riorganizzati nel 1773 e il titolo da "Re in Prussia" divenne "Re di Prussia". L'ex Prussia Ducale, con l'aggiunta della Varmia, diventò la provincia della Prussia Orientale, mentre l'ex Prussia Reale, meno la Varmia, divenne la provincia della Prussia Occidentale.